# Uganda Revenue Authority FC
Der Uganda Revenue Authority Football Club, auch als URA FC bekannt, ist ein ugandischer Fußballverein aus Kampala. Aktuell, Stand Oktober 2024, spielt der Verein in der ersten Liga, der Ugandan Super League.

## Geschichte
Der Klub wurde 1997 gegründet und stieg schnell zu einem der erfolgreichsten Vereine des Landes auf. Uganda Revenue Authority gewann bislang viermal den nationalen Meistertitel. Den Pokal konnte man 2005 gewinnen. In den afrikanischen Wettbewerben waren sie dagegen bisher noch nicht erfolgreich.

## Erfolge
- Ugandischer Meister (4): 2006, 2007, 2009, 2011
- Ugandischer Pokalsieger (1): 2005, 2012, 2014

## Statistik in den CAF-Wettbewerben
| Saison | Wettbewerb            | Runde    | Land       | Verein                | Heim            | Auswärts |
| ------ | --------------------- | -------- | ---------- | --------------------- | --------------- | -------- |
| 2006   | CAF Confederation Cup | Vorrunde | Kenia      | World Hope FC Nairobi | 1:0             | 1:1      |
|        | CAF Confederation Cup | 1. Runde | Sudan      | Al-Merreikh Khartoum  | 2:1             | 0:2      |
| 2007   | CAF Champions League  | Vorrunde | Kamerun    | Cotonsport Garoua     | 0:0             | 0:3      |
| 2008   | CAF Champions League  | Vorrunde | Sambia     | Zesco United FC       | 0:2             | 0:0      |
| 2010   | CAF Champions League  | Vorrunde | Sambia     | Zanaco FC Lusaka      | 1:0             | 0:4      |
| 2012   | CAF Champions League  | Vorrunde | Lesotho    | LCS Maseru            | 3:0             | 0:0      |
|        | CAF Champions League  | 1. Runde | Mali       | Djoliba AC Bamako     | 0:2             | *        |
| 2013   | CAF Champions League  | Vorrunde | Kamerun    | Cotonsport Garoua     | 0:0 (3:4 n. E.) | 0:0      |
| 2015   | CAF Confederation Cup | Vorrunde | Madagaskar | ASSM Elgeco Plus      | 3:2             | 1:0      |
|        | CAF Confederation Cup | 1. Runde | Südafrika  | Orlando Pirates       | 2:2             | 1:2      |

| Teilnahmen | Spiele | Sieg | Remis | Verl. | Tore  | Punkte |
| 7          | 19     | 6    | 7     | 6     | 15:21 | 25     |
| ---------- | ------ | ---- | ----- | ----- | ----- | ------ |

- 2012: URA SC Kampala verzichtete aufgrund der politischen Unruhen in Bamako auf das Rückspiel und schied aus.